# Хёйс, Вим
Виллем (Вим) Хёйс (нидерл. Willem "Wim" Huis; 15 ноября 1927, Амстердам — 14 сентября 2017, Маастрихт) — нидерландский футболист, игравший на позиции нападающего за команды «Аякс», «Фортуна ’54» и «Лимбюргия».

## Клубная карьера
В возрасте двадцати двух лет Вим дебютировал в составе футбольного клуба «Аякс». Первый матч в чемпионате нападающий провёл 18 сентября 1949 года против клуба РКХ. Встреча завершилась победой амстердамцев — 1:0. В дебютном сезоне Хёйс лишь дважды выходил на поле в основном составе.
В последующие три сезона он играл за резерв клуба и изредка появлялся в матчах первой команды. В игре 23 тура чемпионата, состоявшемся 10 мая 1953 года, Вим забил свой первый гол за «Аякс», принеся своей команде победу над клубом «Фризия». В сезоне 1952/53 он провёл шесть матчей в чемпионате.
В следующем сезоне Вим получил больше игрового времени: в двадцати матчах он забил одиннадцать голов, став вторым бомбардиром команды после Ринуса Михелса. В общей сложности за пять лет Хёйс принял участие в 30 матчах чемпионата и забил 12 голов. В последний раз в составе «Аякса» он выходил на поле 27 мая 1954 года в матче с ДВС.

## Достижения
- Обладатель Кубка Нидерландов (1): 1956/57